# Krystyna Chojnowska-Liskiewicz
Krystyna Chojnowska-Liskiewicz   (Varsòvia, 15 de juliol de 1936 - Gdańsk, 12 de juny de 2021) va ser la primera dona que va fer un viatge en solitari al voltant del món.

## Biografia
Krystyna Chojnowska-Liskiewicz va néixer a Varsòvia, després de la Segona Guerra Mundial es va traslladar amb la seva família a Ostróda. Va estudiar construcció naval al Politècnic de Gdańsk. El 1966 va obtenir la seva llicència de vaixell. El 10 març 1976 marxa de Las Palmas a les Illes Canàries a bord del seu iot de 9,5 metres, Mazurek. Aquest primer intent va acabar amb un fracàs, va tornar a Las Palmas per reparar els danys del seu iot. El 28 de març es va llançar de nou, aquesta vegada el creuer va ser un èxit. El 17 de juliol va arribar a l'oceà Pacífic a través del canal de Panamà, el 10 de desembre va arribar a Sydney, Austràlia. El 1977 va continuar el seu viatge per l'oceà Índic per arribar a Durban, a Sud-àfrica, el 17 de setembre. El 20 març 1978 a les 21:00 GMT, fa la volta al món a les coordenades 16 ° 8 ′ 30 ″ N, 35 ° 50 ′ 0 ″ O i, finalment, el 21 març 1978 arriba a Las Palmas.

## Distincions
- Orde Polònia Restituta
- Medalla Złoty "Za Wybitne Osiągnięcia Sportowe" (medalla d'or "Per destacats èxits esportius")
- Srebrny Sekstant (Sextant de plata) per al creuer de l'any 1978
- Super Kolos
- Medalla Kalos Kagathos (2019)[4]